# Perseus (spion)

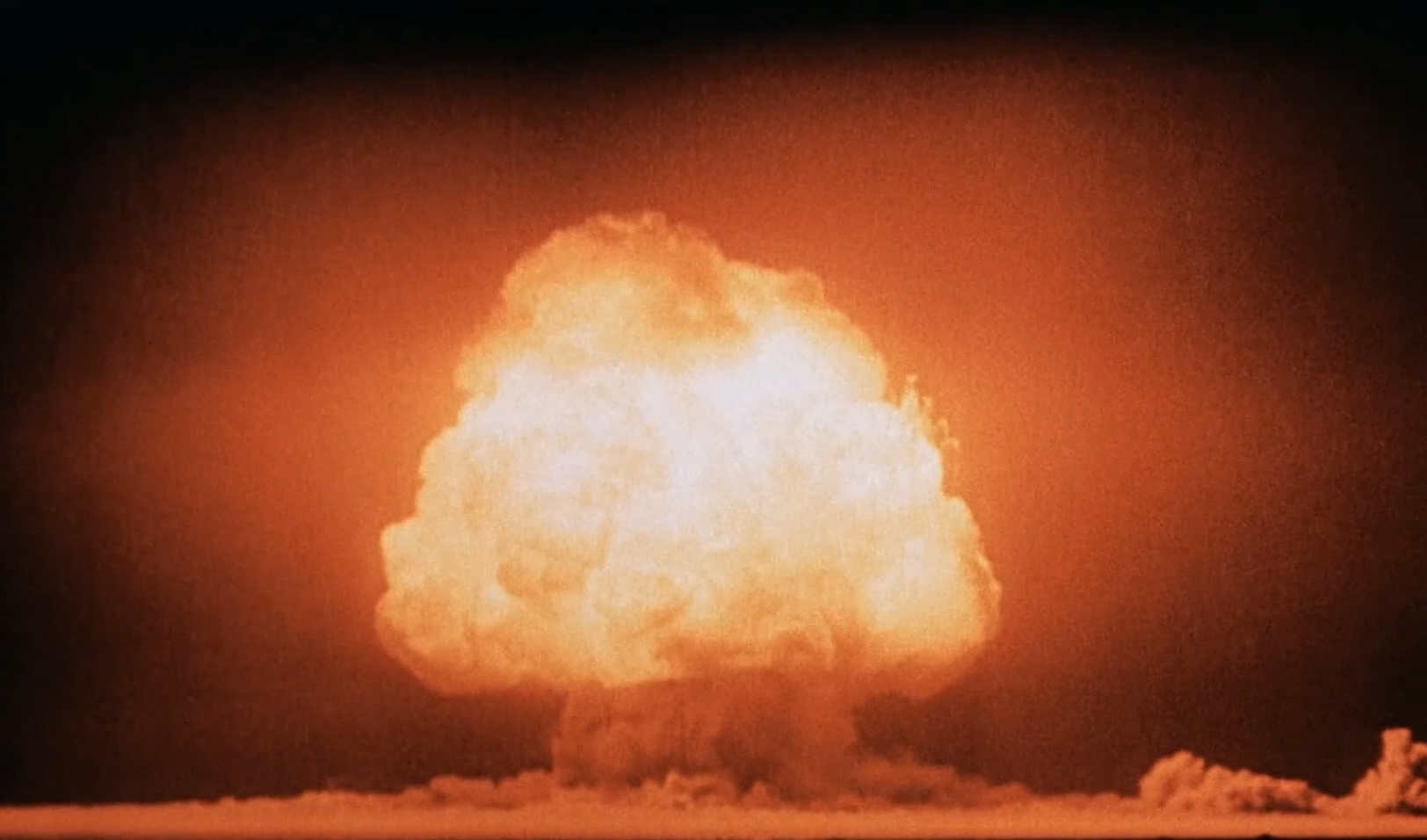
Trinity nucleaire testexplosie. Als het echt was geweest, zou Perseus volgens één bron cruciale informatie over deze test aan de Sovjets hebben gegeven.

Perseus (Russisch: Персей, p'ersie) was de codenaam van een hypothetische atoomspion van de Sovjet-Unie die, als hij echt was, naar verluidt de nationale veiligheid van de Verenigde Staten zou hebben geschonden door het Los Alamos National Laboratory te infiltreren tijdens de ontwikkeling van het Manhattan-project, en bijgevolg een belangrijke rol zou hebben gespeeld bij de ontwikkeling van kernwapens door de Sovjet-Unie.
Onder onderzoekers van het onderwerp is er enige consensus dat Perseus nooit heeft bestaan en in feite een creatie was van Sovjet-inlichtingen.